# قرص فيديو

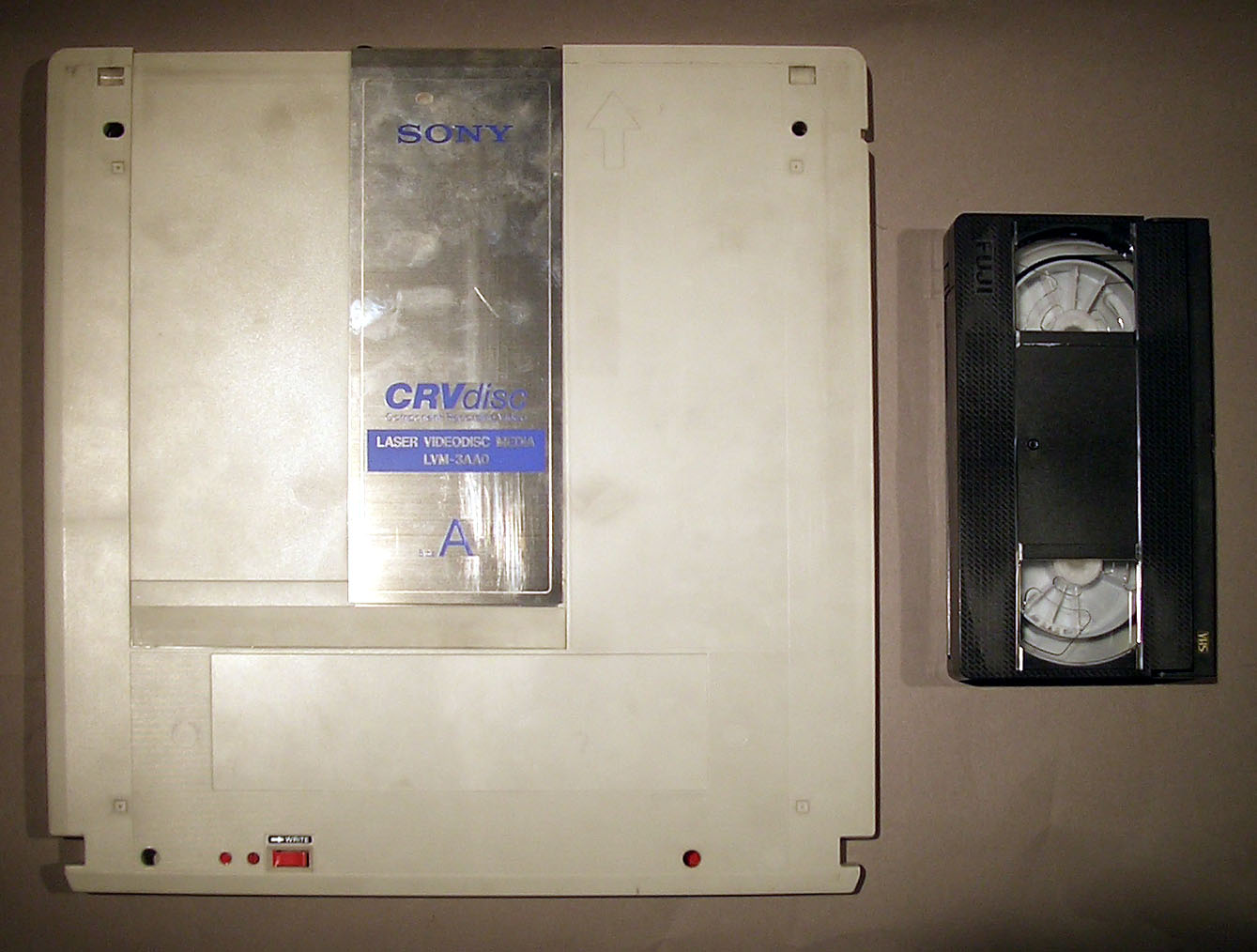
قُرص فيديو مُقَارنةً بـفي إتش إس (نظام فيديو منزلي)

قرص فيديو (بالإنجليزية: Videodisc)‏ عبارة عن قرص تخزين مُوجَه لتسجيل معلومات فيديوية (أي صوت وصورة) بحيث تكون قابِلة للإسترجاع والعرض تلفزيونيًا.

## وَصف
تكون هذه الأقراص عِبارة عَن لوحة دائرية صلبة مصنوعة مِن المعدن أو البلاستيك تستخدم لتسجيل إشارات الفيديو والصوت لتشغيلهِ لاحِقًا. لا تختلف عن سجل الفونوغراف ويمكن تشغيله على آلة قرص المُتَصِلة بجهاز تقليدي كالتلفزيون. هُنالِك فئتان رئيسيتان من أقراص الفيديو: المغناطيسية وغير المغناطيسية.

## تاريخ
أنشأت شركة «طومسون-سي إس إف» نظامًا يستخدم أقراص فيديو مرنة رفيعة ونظام ليزر انتقالي، مع مصدر ضوئي والتقاط على جانبي القرص. تم تسويقهُ للاستخدامات الصناعيَّة والتَعليميَّة في عام 1980. يمكن أن يحمل كل جانب من القرص 50000 إطار بنمط التشغيل بسرعة زاوية ثابتة [الإنجليزية]، ويمكن قراءة كلا الجانبين دون إزالة القرص. أخرجتهُ لسوق أقراص الفيديو في عام 1981.